# Молуккская белоглазка
Молуккская белоглазка (лат. Zosterops chloris) — вид воробьиных птиц из семейства белоглазковых (Zosteropidae). Выделяют 4 подвида.

## Распространение
Эндемики Индонезии.

## Описание
Длина тела 11-12 см, масса 9-14 г. У номинативного подвида верхняя сторона тела желто-зелёная. Горло и нижняя сторона насыщенно-желтого цвета. Бока при этом зеленоватые. Клюв сверху чёрный или коричневато-чёрный, снизу голубовато-серый. Ноги птицы шиферно-серовато-голубые.

## Биология
Питаются фруктами и насекомыми. Посещают фруктовые деревья. Перемещаются стайками и стаями, в том числе вместе с птицами других видов.

## Охранный статус
МСОП присвоил виду охранный статус LC.